# Ainsley Harriott
Ainsley Harriott (Londen, 28 februari 1957) is een Engelse chef-kok en tv-presentator. Hij is vooral bekend als presentator van het Engelse kookprogramma Ready Steady Cook.

## Levensloop
Ainsley Harriott werd geboren als de zoon van de Jamaicaanse pianist Chester Harriott. Hij werkte al op jonge leeftijd in verschillende restaurants op West End. Naast koken kon Harriott ook goed zingen. Samen met vriend Paul Boross richtte hij de Calypso Twins op en begin jaren negentig hadden ze een hit met het nummer World Party.
Na zijn zangcarrière begon Harriot zich te richten op het presenteren. Zijn eerste televisieprogramma was Good Morning with Anne and Nick, waarin hij het kookgedeelte op zich nam. Daarna presenteerde hij Can't Cook, Won't Cook. Sinds 2000 presenteert hij Ready Steady Cook.
In 2000 maakte Harriott zijn debuut op de Amerikaanse televisie met de Ainsley Harriott Show, waarvan meer dan honderd afleveringen werden gemaakt. Hierna presenteerde hij een Amerikaanse versie van Ready Steady Cook, onder de naam Ready... Set... Cook!.

## Privéleven
Ainsley Harriott is getrouwd met kledingontwerpster Clare Fellows, de zus van acteur Graham Fellows. Ze hebben twee kinderen. Ze hebben sinds 2012 geen relatie meer, maar zijn officieel nog wel getrouwd.